# Piero Pioppo
Piero Pioppo (Savona, Liguria, 29 de septiembre de 1960) es un diplomático, obispo católico y teólogo italiano. Es el nuncio apostólico en Indonesia (desde 2017), y ante la Asociación de Naciones del Sudeste Asiático - ASEAN (desde 2018).

## Biografía
Nacido en la ciudad italiana de Savona en la Región de Liguria, el día 29 de septiembre de 1960. Durante su juventud, descubrió su vocación sacerdotal e ingresó en el seminario donde realizó su formación primaria, secundaria y eclesiástica, siendo finalmente ordenado sacerdote el 29 de junio de 1985, para la Diócesis de Acqui Terme por el Obispo diocesano monseñor Livio Maritano. 
Tras su ordenación, inició su ministerio pastoral. Durante esa época obtuvo un Doctorado en Teología dogmática y en 1991, comenzó su preparación diplomática en la Academia Pontificia Eclesiástica de Roma. El 1 de julio de 1993 ingresó en el Servicio Diplomático de la Santa Sede y en la Sección de Asuntos Generales de la Secretaría de Estado de la Santa Sede. Fue enviado como funcionario de las Nunciaturas Apostólicas en Corea del Sur y Chile.
El 7 de julio de 2006, fue nombrado Prelado del Instituto para las Obras de Religión (IOR).
El 25 de enero de 2010 el papa Benedicto XVI le nombró Obispo de la Diócesis de Torcello y Nuncio Apostólico en Camerún y Guinea Ecuatorial.
Tras su elevación al cargo de obispo, eligió como lema la frase: "Quasi lignum super aquas" (en latín), una frase de la profecía de Jeremías (17, 8), que significa "Como el árbol junto a las aguas" y que hace referencia a la fecundidad del alma que permanece cerca de Dios. Recibió la consagración episcopal el día 18 de marzo del mismo año, a manos de su consagrante principal el cardenal Tarcisio Bertone y teniendo como co-consagrantes a los obispos Pier Giorgio Micchiardi y Nestorius Timanywa.
El 8 de septiembre de 2017 el papa Francisco le nombró Nuncio en Indonesia, y el 19 de marzo de 2018 añadió a esta tarea la de la representación pontificia ante la Asociación de Naciones del Sudeste Asiático (ASEAN).
A finales de julio de 2025, el medio religiosa Vida Nueva informó que el papa León XIV le había designado nuncio apostólico en España, pero parece que no recibió finalmente el plácet del gobierno de España, por lo que el nombramiento no ha llegado a hacerse público oficialmente, aunque algunos otros medios religiosos sí se hicieron eco. La nunciatura de España lleva meses vacante desde la marcha de Auza a Bélgica.  
Piero Pioppo es políglota. Habla italiano, inglés, francés y español.